# Sân bay Zanaga
Sân bay Zanaga (IATA: ANJ, ICAO: FCBZ) là một sân bay ở Zanaga, tỉnh Lékoumou, Cộng hòa Congo.

## Vị trí và cơ sở vật chất
Sân bay nằm ở phía bắc thị trấn, trên độ cao 1870 ft (570 m) so với mực nước biển. Nó có một đường băng đất dài 1205 m.